# Oxyopes tapponiformis
Oxyopes tapponiformis är en spindelart som beskrevs av Embrik Strand 1911. Oxyopes tapponiformis ingår i släktet Oxyopes och familjen lospindlar. Inga underarter finns listade i Catalogue of Life.